# Kostel svatého Bartoloměje (Slavkov)
Kostel svatého Bartoloměje ve Slavkově, okres Český Krumlov, je kulturní památka České republiky a filiální kostel římskokatolické farnosti Svéraz.

## Historie
Kostel byl původně kaplí slavkovské tvrze. První písemná zmínka o kapli pochází z roku 1311. Stavebníkem byl Buzek z Lukova (latinsky Busco de Laukka) s tím, že kaple byla postavena s povolením probošta kláštera ve Schläglu. Kaple byla postavena v gotickém slohu a byla vysvěcena dne 10. září 1313 titulárním biskupem Přibyslavem ze Satory. V roce 1362 se z kaple stal farní kostel slavkovské farnosti. Sakristie byla přistavěna začátkem 16. století. V roce 1787 byla kaple přestavěna v barokním slohu. V letech 1800 až 1801 byla k původní kapli přistavěna plochostropá chrámová loď. Dne 1. ledna 2020 byla slavkovská farnost zrušena a kostel se stal kostelem filiálním.

## Interiér kostela
Kněžiště je klenuté. Ve svorníku klenby je znak pětilisté růže. Kamenný sanktuář pochází z roku 1512. Kamenná křtitelnice pochází ze 16. století. Zařízení kostela je pseudogotické; oltáře a kazatelna pocházejí z roku 1885. Varhany pocházejí z roku 1900; jiné zdroje uvádějí rok 1803.